# Sira (vattendrag)
Sira är en älv i Sirdals och Flekkefjords kommuner i Agder fylke i södra Norge. Älven kommer från en serie vatten i Sirdalsheiane, nordöst om Lysefjorden i gränstrakterna mellan Rogaland och Agder fylken och rinner söderut genom Sirdalen.
Älven bildar sjön Sirdalsvatnet (53 m ö.h., 20,5 km², 170 m djup), och härifrån går en kort älvstump ner i östra änden av Lundevatn (46 m ö.h., 26,7 km², 310 m djup). Sira mynnar ut i havet vid orten Åna-Sira. Den har ett avrinningsområde på 1920 km².
Sørlandsbanan korsar älven Sira vid Sira station i tätorten Sira i Flekkefjords kommun. Härifrån går en grenlinje Sira-Flekkefjord, där trafiken lades ner 1991.
Namnet Sira är inte säkert tolkat, men det kan ha samma rot som i se, eftersom strömmen är synlig långt ut i havet, eller från fornnordiska síga, som betyder "att säga".